# Schuren (seksuele handeling)

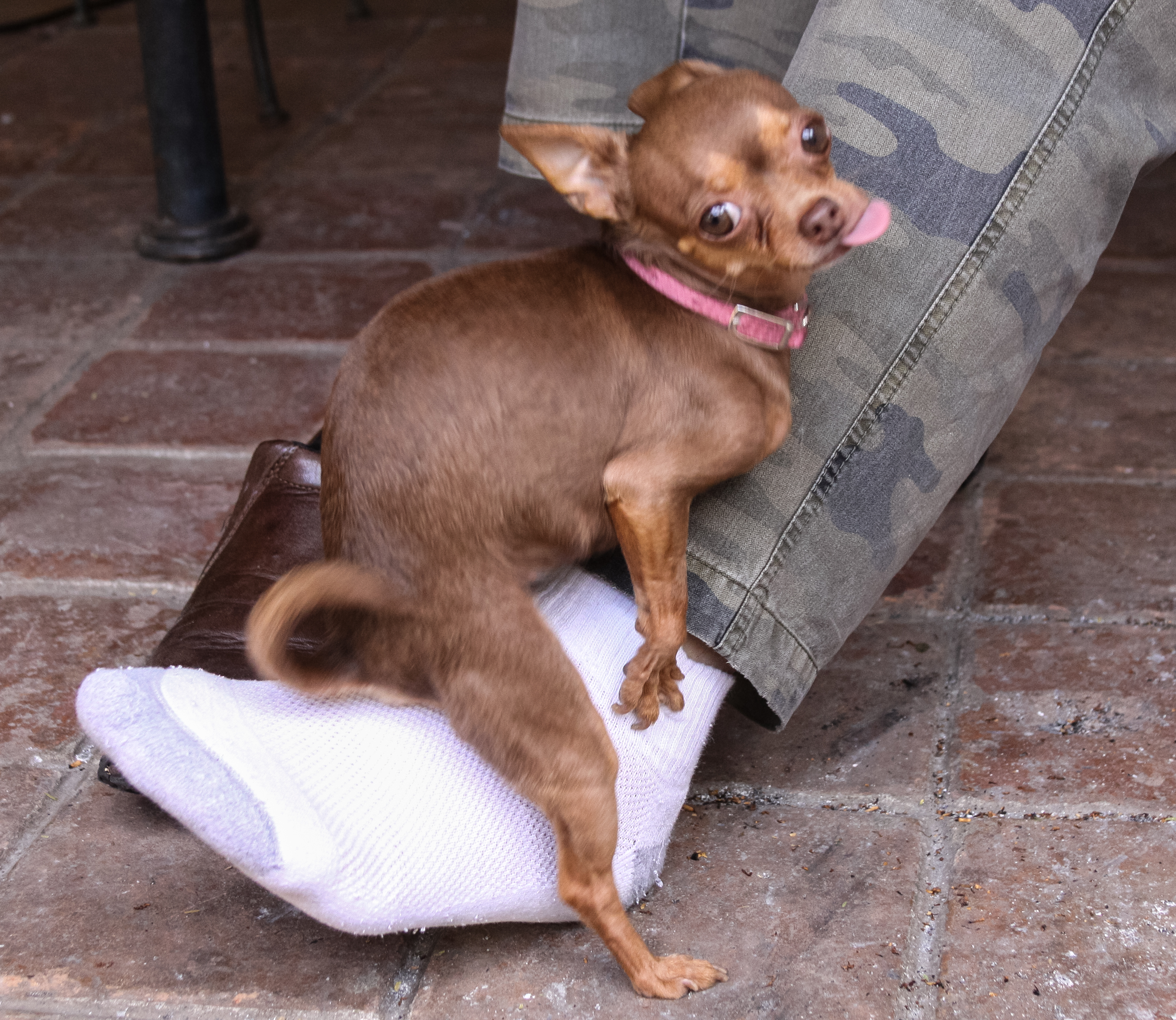
Een Chihuahua die tegen een been oprijdt.

Schuren of ergens tegen oprijden (Engels: dry humping) is een seksuele handeling waarbij met een geslachtsdeel ergens tegenaan wordt gewreven. Liggend op de buik tegen een kussen, een knuffel of een voorwerp aan rijden ('pillow humping') is een methode die bij meisjes vaak voorkomt om te leren masturberen.
Wanneer personen elkaars geslachtsdelen tegen elkaar aanwrijven wordt er gesproken van droogneuken, bij mannen frottage en bij vrouwen tribadisme. Schuren als dansstijl wordt ook wel bubbling genoemd. 
Schuren komt ook voor bij dieren zoals honden. Dolfijnenvrouwtjes schuren hun vagina soms tegen de zeebodem aan en vogels schuren hun cloaca over de grond.